# Celtic Woman
Le Celtic Woman sono un gruppo musicale composto da quattro donne irlandesi: le cantanti Emma Warren, Mairead Carlin, Muirgen O'Mahony e la suonatrice di violino Tara McNeill. Il repertorio del gruppo spazia dalla musica celtica alle canzoni moderne. Ad oggi, hanno i seguenti album: Celtic Woman, Celtic Woman: A Christmas Celebration, Celtic Woman: A New Journey, Celtic Woman: The Greatest Journey e Celtic Woman: Songs from the Heart, Celtic Woman: Believe, Home For Christmas, Destiny e Voices of Angels (oltre a varie compilation). Hanno inoltre intrapreso un gran numero di tour mondiali. Hanno fatto parte del gruppo, per periodi differenti, le cantanti Lisa Kelly, Méav Ní Mhaolchatha, Chloë Agnew, Deirdre Shannon, Órla Fallon, Hayley Westenra, Lynn Hilary, Alex Sharpe, Lisa Lambe, Rebecca Winckworth e la violinista Máiréad Nesbitt.

## Album
Il 15 settembre 2004, a Dublino, un loro concerto viene ripreso dalla stazione televisiva PBS. Organizzato dal produttore Sharon Browne, da Chairman & CEO Dave Kavanagh e dal direttore musicale e compositore David Downes, questo concerto è il primo ad essere trasmesso sulla PBS nel marzo del 2005 negli USA e in poche settimane il primo album Celtic Woman raggiunge la posizione numero 1 della classifica Billboard rimanendoci per 68 settimane.. Il live di Dublino è stato pubblicato in DVD insieme all'album.
La pubblicazione del secondo album, Celtic Woman: A Christmas Celebration, il 19 ottobre 2006 fa scendere alla posizione numero 2 il loro primo album.
Aspettando la pubblicazione del terzo album, le Celtic Woman si esibiscono al Castello di Slane in Irlanda il 23 e il 24 agosto del 2006. Anche questo show viene mandato in onda dalla PBS nel dicembre dello stesso anno. L'album, intitolato Celtic Woman: A New Journey è pubblicato il 30 gennaio 2007 e come per l'album di esordio, la performance live viene pubblicata in DVD nello stesso periodo.
In risposta alla popolarità raggiunta con lo show al castello di Slane nel 2006, il 7 dicembre 2007, sempre la PBS manda in onda un concerto speciale delle Celtic Woman che eseguono brani contenuti nel loro secondo album Celtic Woman: A Christmas Celebration.
Nel 2008 viene pubblicato Celtic Woman: The Greatest Journey, una raccolta di canzoni tratte dagli album precedenti del gruppo contenente alcuni brani inediti o riarrangiati. Nello stesso anno esce anche l'EP A Celtic Family Christmas Archiviato il 6 luglio 2022 in Internet Archive. contenente quattro brani natalizi.
Nel 2010, dopo un anno di tournée, esce il nuovo album Celtic Woman: Songs from the Heart, anch'esso accompagnato da un DVD e da uno speciale televisivo trasmesso alcuni mesi prima dalla PBS.
Nell'autunno dello stesso anno viene annunciato un nuovo album intitolato Celtic Woman: Lullaby, destinato a uscire nel mese di febbraio 2011 e disponibile originariamente solo agli spettatori PBS tramite donazione per sostenere la messa in onda degli special televisivi dedicati a Songs from the Heart.
Pubblicato in edizione limitata, nel disco compaiono come cantanti Chloë Agnew, Lisa Kelly, Lynn Hilary, Méav Ní Mhaolchatha, Órla Fallon, Hayley Westenra e la violinista Máiréad Nesbitt.
Il disco contiene principalmente brani già pubblicati e ri-arrangiati e canzoni di colonne sonore tratte da film Disney, come Pinocchio e Mary Poppins.

Nel corso del 2011 il gruppo pubblica altri quattro dischi: una compilation esclusiva per il Giappone intitolata "Believe" (da non confondere con l'omonimo speciale dell'anno successivo) e contenente vari brani del gruppo più l'inedito "Princess Toyotomi" registrato per l'omonimo film giapponese; un'edizione europea di "Songs From The Heart" con alcuni brani bonus; una compilation per la Francia intitolata "An Irish Journey" contenente un inedito e alcuni dei brani tradizionali incisi negli anni precedenti; una compilation natalizia dal titolo "A Celtic Christmas" con brani natalizi del passato e due inediti.
Nel settembre 2011 viene registrato un nuovo speciale televisivo con relativo album dal titolo "Believe", che viene portato in tour nella primavera 2012 e come d'abitudine ne viene tratto un album. Come per "Songs From The Heart", anche di questo disco viene pubblicata una versione europea con alcuni inediti fra cui il duetto con Chris de Burgh "I'm Counting On You".
Nell'ottobre 2012 viene pubblicato un nuovo album natalizio intitolato "Home For Christmas" che contiene principalmente brani tradizionali finora non registrati dal gruppo e alcuni brani del passato riarrangiati per l'occasione.
Il 2014 vede la realizzazione dell'album "Emerald: Musical Gems" (come sempre abbinato ad un DVD filmato l'anno precedente) contenente diversi brani del repertorio del gruppo nuovamente registrati con le nuove vocalist e parzialmente riarrangiati.
Nel 2015 viene pubblicato "Solo", un album per celebrare il decimo anno del gruppo. Esso conterrà dieci brani solisti tratti dai rispettivi album delle varie vocalist (ad eccezione di quelli di Alex Sharpe, Lisa Lambe e Susan McFadden, che invece sono tratti da album del gruppo). "Solo" non comprende alcun brano cantato da Deirdre Shannon né da Mairead Carlin.
Sempre del 2015 è l'album inedito "Destiny", che vede la partecipazione delle new-entry Mairead Carlin ed Eabha McMahon oltre alla collaborazione della veterana Méav Ní Mhaolchatha, che oltre al ruolo di vocalist ricopre anche quello di consulente creativa e vocal coach delle altre ragazze. Altra ospite dell'album è la cantante tedesca Oonagh nel brano inedito "Tír na nÓg". Destiny è inoltre il primo album del gruppo ad essere arrangiato da Gavin Murphy, subentrato a David Downes come direttore musicale del gruppo.
Nel 2016 viene pubblicato "Voices Of Angels" in collaborazione con l'Orchestra Of Ireland. Di nuovo sotto la direzione musicale di Gavin Murphy e con Méav Ní Mhaolchatha come ospite in due brani, l'album contiene diversi cavalli di battaglia del gruppo riarrangiati in chiave orchestrale più alcuni inediti. Inoltre, è il primo album del gruppo al quale non ha partecipato Máiréad Nesbitt, attualmente concentrata sulla sua carriera solista e sostituita dalla nuova violinista Tara McNeill (già apparsa come arpista nella band del DVD "Destiny").
Dopo due anni di tour, nel 2018 viene registrato il nuovo album "Ancient Land", accompagnato da un nuovo concerto registrato per la PBS e pubblicato in DVD. Nel 2019, con la stessa formazione, viene registrato e pubblicato un nuovo album natalizio intitolato "The Magic of Christmas".
Durante il 2020 e parte del 2021 l'attività del gruppo rimane ferma a causa della pandemia da COVID-19. Viene annullato il tour celebrativo dei 15 anni del gruppo e rimandata la registrazione di nuovo materiale, salvo una nuova versione del brano O Holy Night, registrato dalle soliste separatamente e pubblicato solo sul canale Youtube del gruppo. L'attività di registrazione riprenderà solo nel corso del 2021, dopo alcuni avvicendamenti nella formazione, per il nuovo album  "Postcards from Ireland" e relativo DVD, quest'ultimo registrato per la prima volta non in forma di concerto ma con la sola presenza del gruppo e dei musicisti in varie locations d'Irlanda.
Verso l'inverno del 2022 viene rilasciato l'EP "Christmas Cards from Ireland", contenente quattro brani natalizi registrati anche in forma di videoclip nello stile dell'ultimo DVD.

## Membri
Il progetto originale non prevedeva la creazione di un vero e proprio gruppo femminile destinato a restare tale nel tempo, bensì la registrazione di un singolo concerto per la PBS. Tuttavia, il successo ottenuto spinse poi la produzione a registrare altri album e speciali televisivi. Ciò non necessariamente ha sempre coinciso con le esigenze ed i progetti individuali delle artiste coinvolte, portando così inevitabilmente, nel corso degli anni, a diversi avvicendamenti nella formazione. Di fatto, sarebbe forse più corretto definire Celtic Woman uno show anziché un gruppo così come generalmente viene inteso tale termine.
I membri dell'originale formazione del gruppo sono Chloë Agnew, Órla Fallon, Lisa Kelly, Méav Ní Mhaolchatha, e Máiréad Nesbitt. Quando Méav rimane incinta nel 2005, Deirdre Shannon prende il suo posto nel tour, allontanandosi poi dal gruppo nel febbraio del 2006 e facendo quindi rientrare Méav, in tempo per registrare A New Journey e partire in tournée.
Il secondo cambiamento è annunciato il 6 settembre 2006, quando si annuncia che Hayley Westenra è entrata ufficialmente a far parte delle Celtic Woman il 24 agosto. Westenra si alterna con Méav per il tour del 2007, dopodiché torna alla propria carriera solista.
Il 20 agosto 2007, è annunciato che Méav avrebbe preso una pausa permanente dalle Celtic Woman per concentrarsi sulla sua carriera da solista. La cantante scelta per sostituirla, Lynn Hilary, appare per la prima volta il 10 ottobre 2007 a Estero, in Florida.
Nel dicembre 2007, Lisa annuncia di aspettare un figlio per il 2008, perciò abbandona momentaneamente il gruppo, venendo sostituita da Alex Sharpe durante il tour per A New Journey. Al rientro di Lisa, Alex ha in seguito sostituito Órla Fallon che ha a sua volta lasciato il gruppo per concentrarsi sulla sua carriera solista. Con questa formazione il gruppo ha intrapreso il tour Isle of Hope nel 2009 e registrato il CD/DVD Songs from the Heart. Dopo il primo tour primaverile del nuovo show, nel 2010 Alex abbandona il gruppo per passare più tempo con la sua famiglia. La formazione attuale comprende dunque per la prima volta non più cinque ragazze ma solo quattro, e con questa linea il gruppo intraprende il suo primo tour in Australia. Nel mese di novembre viene annunciato che anche Lynn Hilary abbandona il gruppo per tornare in Irlanda e dedicarsi alla sua famiglia e alla sua carriera. Contemporaneamente viene preannunciato un nuovo tour in Nordamerica per lo show Songs from the Heart. Il 29 novembre 2010 viene presentata la nuova cantante Lisa Lambe, la quale debutterà con le altre ragazze la sera del 16 dicembre 2010 a Lipsia, in occasione dell'annuale Gala di beneficenza di José Carreras.
Nell'inverno 2011 Lisa Kelly annuncia tramite il sito ufficiale del gruppo la sua quarta gravidanza, durante la quale viene sostituita per il tour 2012 di Believe dalla cantante/attrice Susan McFadden. La McFadden resta anche per il tour natalizio del 2012 e per la tournée di Believe del 2013 divenendo membro integrante del gruppo. Mèav Nì Mhaolchatha, cinque anni dopo aver abbandonato il gruppo, ritorna temporaneamente come terza cantante solista nell'autunno 2012 per l'album "Home for Christmas". La collaborazione di Méav si limita a questa registrazione e, nell'estate del 2013, alle riprese del relativo DVD. Susan McFadden mantiene il suo posto nel gruppo per i concerti. Con questa formazione (Agnew, Lambe, McFadden e Nesbitt) le ragazze compariranno il 12 e 13 novembre 2012 come guest-stars nella soap opera americana Beautiful interpretando se stesse ed eseguendo due brani del loro repertorio.
Il 6 agosto 2013 anche Chloë Agnew (ultima vocalist della formazione originale) annuncia, tramite il sito ufficiale del gruppo, il proprio abbandono per dedicarsi a progetti solisti. Il 23 agosto viene presentata in sua sostituzione la cantante Mairead Carlin, prima vocalist delle Celtic Woman ad essere originaria dell'Irlanda del Nord. Per il tour Emerald del 2014 Lisa Lambe viene temporaneamente sostituita da Lynn Hilary per poi tornare col gruppo per il tour natalizio. Lynn Hilary torna nuovamente nel 2015 per sostituirla e intraprendere, insieme a Susan McFadden, Máiréad Nesbitt e Mairead Carlin, il 10th Anniversay Tour. Questo tour vedrà vari altri avvicendamenti nella formazione volti a celebrare la storia del gruppo con la presenza di alcune delle vocalist che ne hanno già fatto parte: nel mese di marzo si esibiscono Méav Ní Mhaolchatha, Susan McFadden e Mairead Carlin. Ad aprile Lynn Hilary, Susan McFadden e Mairead Carlin. Maggio vede la formazione Lynn Hilary, Susan McFadden e Alex Sharpe. A giugno si esibiranno Susan McFadden, Alex Sharpe e Mairead Carlin. La violinista Mairead Nesbitt e Susan McFadden sono dunque le due sole costanti in questo tour. A partire dal segmento autunnale dell'Anniversary Tour il ruolo di quarta vocalist viene assunto dalla new-entry Eabha McMahon, che insieme a Mairead Carlin farà il suo debutto in video con il DVD "Destiny". Lo stesso DVD segna il ritorno nel gruppo di Méav Ní Mhaolchatha (ospite qui e nell'album seguente e consulente creativa e vocal coach delle ragazze fino al 2018), inoltre appaiono come ospiti le cantanti Rebecca Winckworth (che si esibisce in un brano solista con l'arpa e si unisce al gruppo nel numero finale) e la tedesca Oonagh, che canta con le ragazze il brano inedito "Tír na nÓg". Dopo il segmento primaverile del Destiny Tour nel 2016, Máiréad Nesbitt (ultima delle fondatrici) abbandona il gruppo per dedicarsi alla sua carriera solista e viene sostituita da Tara McNeill sia in tour che nella registrazione del nuovo album Voices of Angels.
Nel 2018, Susan McFadden viene temporaneamente sostituita da Alex Sharpe durante qualche tappa del tour estivo per poi ricomparire dopo qualche settimana. A fine estate, sul sito ufficiale delle Celtic Woman viene spostata ai membri passati e sul profilo Instagram presentata la nuova vocalist Megan Walsh.
Il 2020 vede il ritorno di Chloë Agnew che prende il posto di Eabha McMahon, ritiratasi dal gruppo per dedicarsi ai propri progetti da solista. Alcuni mesi dopo anche Mairead Carlin abbandona il gruppo, venendo rimpiazzata dalla new entry Muirgen O'Mahony. Con la formazione Walsh-McNeill-Agnew-O'Mahony il gruppo registra nel 2021 il nuovo album Postcards from Ireland, che vede anche il ritorno in alcuni brani di Susan McFadden. Agnew e McFadden si alterneranno nel 2022 durante il relativo tour, mantenendo quindi la formazione con violinista e tre voci.
Dopo il tour del 2022 Chloë Agnew tornerà a dedicarsi a progetti solisti e così farà anche Megan Walsh. Le due vengono sostituite rispettivamente dalle new entry Hannah Traynor (che partecipa al tour natalizio di fine anno) ed Emma Warren. Ad oggi nessuna delle due ha ancora partecipato a registrazioni in studio.
Nel luglio 2023, dopo la notizia della prossima registrazione di uno speciale per i venti anni dalla creazione dello show, viene annunciato il ritorno di Mairead Carlin e il ritiro di Hanna Traynor.
Nel 2019, in un Q&A Lisa Kelly e Chloe Agnew rivelano che dubitano ci possa mai essere una reunion con gli altri membri originari del gruppo, dicendo che ormai per loro le Celtic Woman sono un capitolo chiuso della loro vita, anche se indubbiamente il più bello. Nel caso della Agnew, il suo ritorno nel triennio 2020-2022 smentisce parzialmente tale affermazione.
Quando si chiede se le ragazze vadano d'accordo, Lisa Kelly risponde "Andiamo d'accordo perché siamo molto differenti. Chloë Agnew è moderna, Méav Ní Mhaolchatha è razionale, Órla Fallon è angelica e Máiréad Nesbitt è energica."

## Formazione

### Formazione attuale
- Muirgen O'Mahony - voce (2021 - presente)
- Mairead Carlin - voce (2013 - 2020, 2023)
- Emma Warren - voce (2023 - presente)
- Tara McNeill - fiddle (2016 - presente)

### Ex componenti
- Susan McFadden - voce (2012 - 2018, 2022)
- Alex Sharpe - voce (2008 - 2010, 2015, 2018)
- Máiréad Nesbitt - fiddle (2004 - 2016)
- Méav Ní Mhaolchatha - voce (2004 - 2005, 2006 - 2007, 2012, 2015)
- Lynn Hilary - voce (2007 - 2010, 2014 - 2015)
- Lisa Lambe - voce (2010 - 2014)
- Chloë Agnew - voce (2004 - 2013, 2020-2022)
- Méav Ní Mhaolchatha - voce (2004 - 2007, 2015 - 2016)
- Lisa Kelly - voce (2004 - 2007, 2008 - 2011)
- Órla Fallon - voce, arpa (2004 - 2009)
- Deirdre Shannon - voce (2005 - 2006)
- Hayley Westenra - voce (2006 - 2007)
- Rebecca Winckworth - voce, arpa (2015, ospite)
- Éabha McMahon – voce (2015 - 2020)
- Megan Walsh - voce (2018 - 2023)
- Hannah Traynor - voce (2022 - 2023)

### Formazione Iniziale
- Chloë Agnew - voce
- Lisa Kelly - voce
- Méav Ní Mhaolchatha - voce
- Órla Fallon - voce, arpa
- Máiréad Nesbitt - fiddle

## Discografia
| Titolo                                     | Data di pubblicazione | Formato              |
| ------------------------------------------ | --------------------- | -------------------- |
| Celtic Woman                               | 1º marzo 2005         | CD & DVD             |
| Celtic Woman: A Christmas Celebration      | 3 ottobre 2006        | CD & DVD             |
| Celtic Woman: A New Journey                | 30 gennaio 2007       | CD & DVD             |
| Celtic Woman: A Celtic Family Christmas    | 14 ottobre 2008       | EP                   |
| Celtic Woman: The Greatest Journey         | 28 ottobre 2008       | CD & DVD             |
| Celtic Woman: Songs from the Heart         | 26 gennaio 2010       | CD & DVD             |
| Celtic Woman: Lullaby                      | 15 febbraio 2011      | CD Edizione Limitata |
| Celtic Woman: Believe (Compilation)        | 25 maggio 2011        | CD                   |
| Celtic Woman: An Irish Journey[11]         | 3 ottobre 2011        | CD                   |
| Celtic Woman: A Celtic Christmas[12]       | 25 novembre 2011      | CD                   |
| Celtic Woman: Believe[13]                  | 24 gennaio 2012       | CD & DVD             |
| Celtic Woman: Home for Christmas           | 9 ottobre 2012        | CD & DVD             |
| Celtic Woman: Emerald - Musical Gems       | 25 aprile 2014        | CD & DVD             |
| Celtic Woman: Solo                         | 29 maggio 2015        | CD                   |
| Celtic Woman: Destiny                      | 23 ottobre 2015       | CD & DVD             |
| Celtic Woman: Voices of Angels             | 18 novembre 2016      | CD                   |
| Celtic Woman: Ancient Land                 | 2019                  | CD& DVD              |
| Celtic Woman: Postcards from Ireland       | 2021                  | CD                   |
| Celtic Woman: Christmas Cards From Ireland | 2022                  | EP                   |